# Método da equivalência patrimonial
A equivalência patrimonial é um método contábil de avaliação de investimento que consiste em atualizar o valor contábil do investimento ao valor equivalente à participação societária de uma empresa, chamada sociedade investidora no patrimônio líquido de outra, denominada sociedade investida, e no reconhecimento dos seus efeitos na demonstração do resultado do exercício (Contas possíveis: Outras Receitas Operacionais, Outras Despesas Operacionais).  
Também pode ser entendido como um ajuste contábil realizado a fim de se determinar o valor dos investimentos de uma companhia em outras empresas.
O método da equivalência patrimonial surgiu como alternativa a avaliação de investimentos pelo custo histórico (método que ainda é empregado em algumas situações).

## Contabilidade e direito societário brasileiros
No Brasil, o ajuste pode resultar em valores diferentes, dependendo do tipo de Balanço Patrimonial que esteja sendo feito. No Balanço Patrimonial, os ajustes são feitos de acordo com a relevância dos investimentos feitos pela companhia. Já no Balanço Patrimonial Consolidado, os ajustes levarão em conta os investimentos somados das companhias participantes da consolidação. Dessa forma, na consolidação o ajuste pode considerar como relevantes, investimentos que o Balanço Patrimonial de determinada companhia componente não o tenha feito.
O método de avaliação de investimentos por equivalência patrimonial no Brasil encontra seu principal fundamento legal na Lei nº 6.404/76, conhecida como Lei das Sociedades Anônimas ou Lei das S/A:

### Participações Societárias
Participação societária é todo investimento permanente em outras sociedades e, por isso, é classificado contabilmente em contas do grupo Investimentos, do Ativo não circulante.
Esta classificação contábil também é determinada pelo artigo 179, inciso III, da Lei das S/A:
Em investimentos: as participações permanentes em outras sociedades e os direitos de qualquer natureza, não classificáveis no ativo circulante, e que não se destinem à manutenção da atividade da companhia ou empresa.simples assim.

### Relevância
De acordo com o artigo 247 da Lei das S/A, é considerado relevante o investimento que obedece a uma das situações a seguir:
- Investimento em sociedade coligada ou controlada, de valor contábil igual ou superior a 10% do valor do patrimônio líquido da investidora;
- Os investimentos, tomados em conjunto (todos os investimentos), em sociedades coligadas ou controladas, cujo valor contábil é igual ou superior a 15% do valor do Patrimônio Líquido da investidora.

## Obrigatoriedade
A avaliação de investimentos pelo método de equivalência patrimonial é obrigatória em participações relevantes em:
- sociedades controladas;
- sociedades coligadas sobre cuja administração a sociedade investidora tenha influência;
- sociedades coligadas de que a sociedade investidora participe com 20% ou mais do capital social.

Uma sociedade é considerada coligada quando participa, com 10% ou mais, do capital da outra, sem controlá-la; e considera-se controlada quando outra sociedade, a controladora, diretamente ou através de outras controladas, é titular de direitos de sócio que lhe assegurem, de modo permanente, preponderância nas deliberações sociais e o poder de eleger a maioria dos administradores.

## Apuração do valor do investimento
O valor do investimento será determinado mediante a aplicação da porcentagem de participação no capital social, sobre o patrimônio líquido de cada sociedade coligada ou controlada. Um exemplo: A Cia. Alfa detém 35% das ações da Cia. Beta, cujo patrimônio líquido, em determinada data, é de $ 100.000,00. Avaliando-se o investimento pelo método da equivalência patrimonial, esse investimento da Cia. Alfa na Cia. Beta será avaliado em $ 35.000,00